# معهد الضرائب غير المباشرة
معهد الضرائب غير المباشرة كانت هيئة مهنية متميزة في المملكة المتحدة قبل اندماجها مع معهد تشارترد للضرائب في أغسطس 2012.
أعضاء المعهد المتخصصين في دراسة وممارسة الضرائب غير المباشرة. تم تشكيل الهيئة في يوليو 1991 وتم إطلاقها رسميًا في أكتوبر 1991. وحصلت على إذن لتسمية نفسها معهدًا في ديسمبر من نفس العام. تعمل كشركة محدودة بالضمان.
يتم الحصول على الالتحاق بالمعهد عادةً بإجراء ما يصل إلى أربعة امتحانات مهنية في الضرائب غير المباشرة. كانت هناك طريقتان من خلال الاختبارات، طريق ضريبة القيمة المضافة والمسار الجمركي، والتي تعكس اثنين من أكثر المجالات الرئيسية التي يتم تطبيق الضرائب غير المباشرة عليها في المملكة المتحدة. كان من الممكن الحصول على إعفاءات من بعض الاختبارات من خلال امتلاك مؤهلات مناسبة أخرى تشمل تلك من مختلف الهيئات المهنية المحاسبية البريطانية، والمعهد القانوني للضرائب وإتش إم الإيرادات والجمارك.

## الأوراق الأربعة
الأوراق الأربعة كانت:
- الأول: الأخلاقيات القانونية والتجارية والمهنية.
- الثاني: ورقة اختيارية تعتمد على ما إذا كان يتم اتخاذ ضريبة القيمة المضافة أو المسار الجمركي من خلال المؤهل.
- ثالثا: ضرائب أخرى غير مباشرة.
- رابعا: ضرائب الطوابع والضرائب المباشرة وتفاعل جميع الضرائب.

يحق لأولئك الذين اجتازوا الامتحانات وتم قبولهم في العضوية استخدام الحروف التعيينية AIIT (مشارك في معهد الضرائب غير المباشرة). عند تقديم أطروحة إلى المعهد، كان من الممكن أن تصبح زميلًا في معهد الضرائب غير المباشرة الذي سمح باستخدام الحروف المعيارية FIIT. الفئات الأخرى من الأعضاء والتي كانت بدون خطابات تعين، كانت أعضاء الطلاب والأعضاء المنتسبين. كان من الممكن أيضًا أن تصبح عضوًا فخريًا أو زميلًا.

## الاندماج مع معهد تشارترد
أصبح 500 عضو في المعهد أعضاء في معهد تشارترد للضرائب في أغسطس 2012، بعد عضوية كلا الهيئتين للموافقة على دمج الهيئتين في اجتماعات منفصلة في مايو 2012.